# Магнус (герцог Саксонии)
Магнус (нем. Magnus; ок. 1045 — 23 августа 1106) — герцог Саксонии с 1072 года, последний представитель рода Биллунгов.

## Биография
Магнус был сыном герцога Саксонского Ордульфа и Вульфхильды Норвежской.
Он несколько раз восставал против императора Священной Римской империи Генриха IV. Стараясь онемечить полабских славян, поддерживал обращённого в христианство Генриха Вендского.
После смерти герцога Магнуса Саксония перешла к Лотарю Супплинбургскому, позже ставшему императором.
Младшая дочь Магнуса Эйлика вышла замуж за графа Балленштедтского Оттона и приходилась матерью Альбрехту Медведю.